# Leichtathletik-Länderkampf der Männer 1980 Polen – BR Deutschland
| 8. Leichtathletik-Länderkampf mit bundesdeutscher Beteiligung 1980 | 8. Leichtathletik-Länderkampf mit bundesdeutscher Beteiligung 1980 |
| ------------------------------------------------------------------ | ------------------------------------------------------------------ |
|                                                                    |                                                                    |
| Ländervergleich der Männer: Polen – BR Deutschland                 |                                                                    |
| Austragungsort                                                     | Warschau                                                           |
| Wettbewerbe                                                        | 20                                                                 |
| Datum                                                              | 9./10. Juni                                                        |
| 1. POL 2. FRG                                                      | 107 Punkte 104 Punkte                                              |
| Chronik                                                            |                                                                    |
| ← SWE-FRG-FRA-DNK-SUI 00Geher (F)                                  | POL-FRG/FRG-HUN (F) →                                              |

Im achten Vergleich des Länderkampfjahres 1980 bestritten die bundesdeutschen Männer ihren dreizehnten Länderkampf mit dem starken Team aus Polen. Am 9./10. Juni war die polnische Hauptstadt Warschau Austragungsort der Begegnung. Die bundesdeutschen Leichtathleten hatten mit fünf zu sieben bei einem Unentschieden eine negative Bilanz gegen ihren Kontrahenten aufzuweisen. Die beiden letzten Aufeinandertreffen 1974 und 1975 hatte die Bundesrepublik Deutschland jedoch für sich entschieden. Darüber hinaus hatte es im letzten Jahr einen Vierländerkampf gegeben, an dem neben Großbritannien und der Schweiz auch Polen beteiligt war und den die Bundesrepublik gewonnen hatte.

## Modus
Auf dem Programm standen die bei Länderkämpfen üblichen zwanzig Disziplinen. Allerdings wurden wie schon häufiger in den letzten beiden Jahren die beiden Langstreckenläufe gekürzt. Anstelle der Rennen über 5000 und 10.000 Meter wurden Läufe über 3000 und 5000 Meter ausgetragen. Aus dem olympischen Wettbewerbskatalog fehlten so nur der 10.000-Meter-Lauf, der Marathonlauf, die beiden Disziplinen im Straßengehen und der Zehnkampf. Am Start waren zwei Teilnehmer je Land und Wettbewerb. Die Punkte wurden nach dem Standardsystem verteilt.

## Ergebnis
Der Ausgang des Länderkampfs war wieder einmal äußerst eng zwischen diesen beiden Ländern. Von den Einzelläufen gewann Polen sechs, die Bundesrepublik vier Rennen, beide erzielten je drei Doppelerfolge. Jedes Team entschied je eine Staffel für sich. Alle vier Sprungwettbewerbe gingen bei einem Doppelerfolg an Polen. Demgegenüber verbuchten die bundesdeutschen Athleten alle vier Disziplinen im Bereich Wurf/Stoß auf ihrem Konto und erzielten dabei zwei Doppelerfolge. In der Endabrechnung ergab sich daraus ein Sieg für Polen mit 107 zu 104 Punkten.

## Legende
Kurze Übersicht zur Bedeutung der Symbolik – so üblicherweise auch in sonstigen Veröffentlichungen verwendet:
| NMH | keine Höhe (No Mark) |

## Resultate

### 100 m
| Platz | Athlet         | Land | Zeit (s) |
| ----- | -------------- | ---- | -------- |
| 1     | Marian Woronin | POL  | 10,32    |
| 2     | Leszek Dunecki | POL  | 10,58    |
| 3     | Christian Haas | FRG  | 10,59    |
| 4     | Fritz Heer     | FRG  | 10,81    |

Datum: 9. Juni

### 200 m
| Platz | Athlet               | Land | Zeit (s) |
| ----- | -------------------- | ---- | -------- |
| 1     | Leszek Dunecki       | POL  | 21,02    |
| 2     | Karlheinz Weisenseel | FRG  | 21,12    |
| 3     | Udo Thiel            | FRG  | 21,20    |
| 4     | Zenon Licznerski     | POL  | 21,24    |

Datum: 10. Juni

### 400 m
| Platz | Athlet            | Land | Zeit (s) |
| ----- | ----------------- | ---- | -------- |
| 1     | Hartmut Weber     | FRG  | 46,06    |
| 2     | Zbigniew Jaremski | POL  | 46,23    |
| 3     | Jerzy Pietrzyk    | POL  | 46,29    |
| 4     | Erwin Skamrahl    | FRG  | 46,39    |

Datum: 9. Juni

### 800 m
| Platz | Athlet            | Land | Zeit (min) |
| ----- | ----------------- | ---- | ---------- |
| 1     | Willi Wülbeck     | FRG  | 1:44,96    |
| 2     | Hans-Peter Ferner | FRG  | 1:46,47    |
| 3     | Piotr Mańkowski   | POL  | 1:46,96    |
| 4     | Andrzej Baron     | POL  | 1:49,66    |

Datum: 10. Juni

### 1500 m
| Platz | Athlet             | Land | Zeit (min) |
| ----- | ------------------ | ---- | ---------- |
| 1     | Thomas Wessinghage | FRG  | 3:35,98    |
| 2     | Uwe Becker         | FRG  | 3:36,13    |
| 3     | Mirosław Żerkowski | POL  | 3:36,19    |
| 4     | Jerzy Kalicki      | POL  | 3:38,08    |

Datum: 9. Juni

### 3000 m
| Platz | Athlet          | Land | Zeit (min) |
| ----- | --------------- | ---- | ---------- |
| 1     | Karl Fleschen   | FRG  | 7:55,05    |
| 2     | Christoph Herle | FRG  | 7:55,75    |
| 3     | Józef Ziubrak   | POL  | 8:02,21    |
| 4     | Jan Pawlinski   | POL  | 8:13,73    |

Datum: 9. Juni

### 5000 m
| Platz | Athlet                  | Land | Zeit (min) |
| ----- | ----------------------- | ---- | ---------- |
| 1     | Ryszard Kopijasz        | POL  | 13:41,05   |
| 2     | Hans-Jürgen Orthmann    | FRG  | 13:41,94   |
| 3     | Daniel Jańczuk          | POL  | 13:42,09   |
| 4     | Klaus-Peter Hildenbrand | FRG  | 13:55,95   |

Datum: 10. Juni

### 110 m Hürden
| Platz | Athlet          | Land | Zeit (s) |
| ----- | --------------- | ---- | -------- |
| 1     | Jan Pusty       | POL  | 13,85    |
| 2     | Hans-Gerd Klein | FRG  | 13,96    |
| 3     | Dieter Gebhard  | FRG  | 14,14    |
| 4     | Romuald Giegiel | POL  | 14,26    |

Datum: 10. Juni

### 400 m Hürden
| Platz | Athlet             | Land | Zeit (s) |
| ----- | ------------------ | ---- | -------- |
| 1     | Leszek Rzepakowski | POL  | 50,60    |
| 2     | Ryszard Szparak    | POL  | 50,90    |
| 3     | Wolfgang Richter   | FRG  | 51,88    |
| 4     | Harald Schmid      | FRG  | 56,96    |

Datum: 9. Juni
Harald Schmid verletzte sich, lief aber ins Ziel.

### 3000 m Hindernis
| Platz | Athlet               | Land | Zeit (min) |
| ----- | -------------------- | ---- | ---------- |
| 1     | Bronisław Malinowski | POL  | 8:19,68    |
| 2     | Bogusław Mamiński    | POL  | 8:26,32    |
| 3     | Michael Karst        | FRG  | 8:26,98    |
| 4     | Patriz Ilg           | FRG  | 8:35,18    |

Datum: 10. Juni

### 4 × 100 m Staffel
| Platz | Besetzung      | Land                                                        | Zeit (s) |
| ----- | -------------- | ----------------------------------------------------------- | -------- |
| 1     | Polen          | Brunner Zenon Licznerski Leszek Dunecki Marian Woronin      | 38,84    |
| 2     | BR Deutschland | Fritz Heer Christian Haas Karlheinz Weisenseel Werner Zaske | 39,23    |

Datum: 9. Juni

### 4 × 400 m Staffel
| Platz | Besetzung      | Land                                                            | Zeit (min) |
| ----- | -------------- | --------------------------------------------------------------- | ---------- |
| 1     | BR Deutschland | Lothar Krieg Erwin Skamrahl Martin Weppler Hartmut Weber        | 3:05,28    |
| 2     | Polen          | Andrzej Stępień Jerzy Pietrzyk Zbigniew Jaremski Adam Starostka | 3:05,52    |

Datum: 10. Juni

### Hochsprung
| Platz | Athlet           | Land | Höhe (m) |
| ----- | ---------------- | ---- | -------- |
| 1     | Jacek Wszoła     | POL  | 2,29     |
| 2     | Carlo Thränhardt | FRG  | 2,26     |
| 3     | Andre Schneider  | FRG  | 2,26     |
| 4     | Janusz Trzepizur | POL  | 2,23     |

Datum: 9. Juni

### Stabhochsprung
| Platz | Athlet            | Land | Höhe (m) |
| ----- | ----------------- | ---- | -------- |
| 1     | Tadeusz Ślusarski | POL  | 5,65     |
| 2     | Mariusz Klimczyk  | POL  | 5,40     |
| 3     | Detlef de Raad    | FRG  | 4,80     |
| NMH   | Gerald Heinrich   | FRG  |          |

Datum: 9. Juni

### Weitsprung
| Platz | Athlet               | Land | Weite (m) |
| ----- | -------------------- | ---- | --------- |
| 1     | Andrzej Klimaszewski | POL  | 8,03      |
| 2     | Joachim Busse        | FRG  | 8,00      |
| 3     | Stanisław Jaskułka   | POL  | 7,88      |
| 4     | Jochen Verschl       | FRG  | 7,52      |

Datum: 10. Juni

### Dreisprung
| Platz | Athlet                 | Land | Weite (m) |
| ----- | ---------------------- | ---- | --------- |
| 1     | Zdzisław Hoffmann      | POL  | 16,56     |
| 2     | Klaus Kübler           | FRG  | 16,02     |
| 3     | Zbigniew Wojciechowski | POL  | 15,91     |
| 4     | Wolfram Walther        | FRG  | 15,78     |

Datum: 9. Juni

### Kugelstoßen
| Platz | Athlet            | Land | Weite (m) |
| ----- | ----------------- | ---- | --------- |
| 1     | Ralf Reichenbach  | FRG  | 21,13     |
| 2     | Edward Sarul      | POL  | 19,00     |
| 3     | Gerhard Steines   | FRG  | 18,96     |
| 4     | Wincenty Dybalski | POL  | 18,55     |

Datum: 9. Juni

### Diskuswurf
| Platz | Athlet            | Land | Weite (m) |
| ----- | ----------------- | ---- | --------- |
| 1     | Alwin Wagner      | FRG  | 62,90     |
| 2     | Dariusz Juzyszyn  | POL  | 61,94     |
| 3     | Stanisław Wołodko | POL  | 61,10     |
| 4     | Rolf Danneberg    | FRG  | 59,20     |

Datum: 9. Juni

### Hammerwurf
| Platz | Athlet              | Land | Weite (m) |
| ----- | ------------------- | ---- | --------- |
| 1     | Karl-Hans Riehm     | FRG  | 78,08     |
| 2     | Klaus Ploghaus      | FRG  | 75,38     |
| 3     | Ireneusz Golda      | POL  | 72,96     |
| 4     | Mariusz Tomaszewski | POL  | 68,74     |

Datum: 10. Juni

### Speerwurf
| Platz | Athlet           | Land | Weite (m) |
| ----- | ---------------- | ---- | --------- |
| 1     | Klaus Tafelmeier | FRG  | 86,48     |
| 2     | Helmut Schreiber | FRG  | 84,50     |
| 3     | Piotr Bielczyk   | POL  | 80,68     |
| 4     | Stanisław Górak  | POL  | 79,58     |

Datum: 10. Juni